# Drapeau du Durango
 (avril 2024).
Le drapeau du Durango comprend les armoiries de la collectivité sur un fond blanc. La proportion entre la largeur et la longueur du drapeau est de quatre à sept.

## Composition et symbolisme

### Couleurs
| Système de couleur | Blanc | Blanc       |
| ------------------ | ----- | ----------- |
| Pantone            |       | 3425c       |
| RGB                |       | 255-255-255 |
| CMYK               |       | 0-0-0-0-0   |
| RGB Hex.           |       | FFFFFF      |